# Alternátor – Ekotechnické centrum Třebíč
Alternátor Ekotechnické centrum Třebíč je vědecko-technické centrum v Třebíči. K otevření tzv. science centra došlo 26. června 2015. Provozovatelem centra je občanské sdružení Ekobioenergo.
Centrum cílí na návštěvníky se zájmem o techniku a ekologii a působí v rámci strategie vzdělávacích a zábavně-edukačních center.  Budova centra má být brána jako výstavní exponát, kdy interiér i exteriér centra je upraven v industriálním stylu. V lednu roku 2016 byla natočena reportáž do pořadu České televize Toulavá kamera o přeměně areálu bývalých Baťových závodů a science centru Alternátor, kterou připravil třebíčský rodák reportér Pavel Horký a která byla odvysílána v dubnu téhož roku.
V roce 2016 získalo Ekotechnické centrum Alternátor Třebíč turistickou známku s číslem 2282. Na dni dětí 28. června téhož roku byl představen nový maskot centra, byl pojmenován Al. V červnu roku 2016 bylo oznámeno, že Ekotechnické centrum Alternátor bylo vyhlášeno stavbou Vysočiny. Uspělo mimo jiné díky úspěšné přestavbě brownfieldu v kulturní centrum. V létě 2018 se Alternátor připojil k akci Akademie věd ČR, jejímž vyvrcholením bylo vyslání sondy Taranis do vesmíru v létě 2018 z kosmodromu Kourou ve Francouzské Guyaně. Tato sonda kromě jiného obsahovala také vzkazy tzv. vesmírným skřítkům (nadoblačným zábleskům, které měla sonda zkoumat). Jedním ze vzkazů, který byl pro tento účel vybrán, byl i text dodaný z Alternátoru: „Přejeme co nejvíc chycených skřítků! Ať česká technika míří do nekonečna a pak ještě dál! :-) Tým Ekotechnického centra Alternátor v Třebíči“ — Alternátor  
Dne 19. dubna 2017 se v Ekotechnickém centru konala konference s názvem Perspektiva obnovitelných zdrojů energie.
V roce 2023 bylo oznámeno, že do budovy centra Alternátor se přestěhuje centrála společnosti TTS energo, spolu s tím proběhne rekonstrukce a dostavba ekocentra. Rekonstrukce byla dokončena v květnu roku 2024 a byla nově uvedena expozice o kosmonautice a vesmíru.

## Expozice

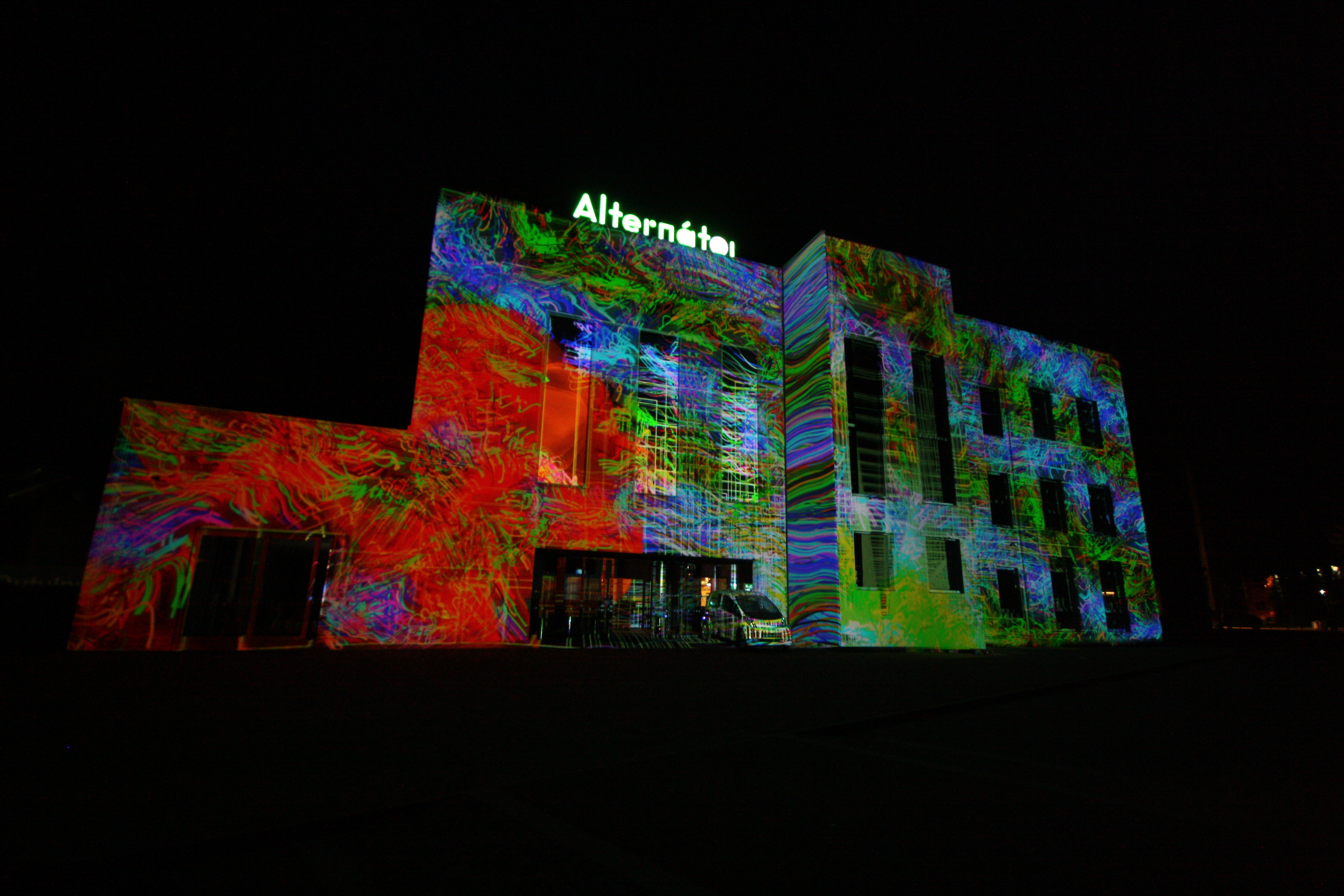
Videomapping při otevření vědeckotechnického centra Alternátor v Třebíči.

Centrum je děleno do více celků, kdy hlavní část centra je cílena na expozici obnovitelných zdrojů energie. Autoři expozicí se rozhodli pro interaktivní řešení, kde se propojují živly a přírodní jevy v jeden celek. V expozici je také model znázornění evropské vzájemně propojené elektrizační soustavy, v expozici je také prezentovaná tzv. chytrá domácnost a chytrý dům. Specialitou Alternátoru je multimediální sál, jemuž vévodí dvoumetrová koule Science On a Sphere vyvinutá v laboratořích Nation Oceanic and Atmosphere Administration (NOAA). Toto zařízení dokáže kromě klasických prezentací zobrazovat speciálně vytvořené datasety, prezentace a online datasety (např. aktuální stav oblačnosti kdekoli na zeměkouli, aktuální zemětřesení, záznam leteckého provozu na planetě Zemi). Vedle Alternátoru si návštěvníci mohou prohlédnout také autonomní solární lampu veřejného osvětlení.
Druhá část centra nacházející se v přízemí je zaměřena na historický vývoj areálu obuvnických továren BOPO (dříve též Baťa a Budischowsky), v němž se Alternátor nalézá a který v roce otevření centra oslavil 175 let od zahájení provozu. Původní provoz v areálu trval až do roku 2000. Areál byl poté postupně přeměněn na rezidenční čtvrť s drobnými službami, výrobou a odpočinkovými zónami. Součástí je areálu byla také kotelna, v jejíž prostorách se nyní nachází právě Alternátor a DDM Třebíč. Z doby provozu obuvnických továren byly zachráněny předměty, fotografie a další dobové materiály, které doplňují expozici Alternátoru zaměřenou na historii. V červenci roku 2019 byla v historické expozici otevřena výstava o elektrifikaci českých zemích.
V podzemí centra se nachází expozice věnovaná problematice ukládání jaderného odpadu.
Další část centra je určena pro sezónně měněné expozice.
Od října 2016 do února 2017 se v Alternátoru konala výstava o Igráčkovi, který na 11 panelech vysvětloval žákům základních škol základní fyzikální i přírodní jevy. V roce 2016 zapůjčil Jiří Kucharský 68 děl na výstavu do Ekotechnického centra. V srpnu a září 2017 proběhla v centru výstava Příběhy bláznovství, kde studentky Lékařské fakulty ve spolupráci s Projektem SPOLU a spolkem Psychobraní prezentují různé psychické nemoci jako jsou např. ADHD, deprese, panická porucha, paranoidní schizofrenie, Aspergerův syndrom, bipolární afektivní porucha, Alzheimerova choroba, OCD a mentální anorexie. Výstava proběhla s podporou Spolku absolventů a přátel Masarykovy univerzity. Další výstavou byla například výstava o stavebnici Merkur, stavebnici Lego, autorské výstavy Kyberšikana, Závislosti, z historicky zaměřených výstav pak sezonní výstava o koželužství v Třebíči a okolí, v třebíčském Libušině údolí a o Tomáši Baťovi. V roce 2020 začala výstava věnovaná tzv. malým Zlínům, v červenci a srpnu téhož roku byla připravena výstava 65 let jaderného průmyslu v Česku.
V roce 2021 byly otevřeny expozice týkající se výroby tepla, dřevinám a českým lesům.
V roce 2024 byla na galerii nahoře instalována expozice o vesmíru a kosmonautice, projekční koule byla přemístěna do míst, kde dříve bývaly výstavy, také byly na galerii umístěny model raket.

### Stálé expozice
- Plnou parou vpřed!
- Energie a náš svět
- Věda na kouli
- Boty a ponožky